# Altica foliaceae
Altica foliaceae är en skalbaggsart som beskrevs av J. L. Leconte 1858. Altica foliaceae ingår i släktet Altica och familjen bladbaggar. Inga underarter finns listade i Catalogue of Life.